# Doña Jimena (infanta)
Doña Jimena (s.VIII-IX) fue una Infanta y abadesa del Reino de Asturias.

## Biografía
Hermana de Alfonso II, fue madre de Bernardo del Carpio por su relación extramatrimonial con el conde de Saldaña, Sancho Díaz de Saldaña. Por no estar casada, su hermano el monarca la ingresó en un monasterio de Avilés. Posteriormente, se trasladó al ovetense de San Pelayo, regido por monjas benedictinas, siendo su primera abadesa, como cita Mauro Castellá Ferrer, en Historia de Santiago (1610).
Tras la Revolución de octubre de 1934, el arqueólogo e historiador, Vicente José González García halló una tumba en el Monasterio de San Pelayo, que probablemente sea el de la infanta.